# Колегія Верховних Правителів
Колегія Верховних Правителів — тимчасовий орган керування державою в Українській Державі гетьмана Павла Скоропадського. Створювалася на випадок тяжкої хвороби, смерти або перебування за межами держави Пана Гетьмана Всієї України.
До складу Колегії входили три особи: по одного представника призначали Гетьман, Рада Міністрів та Державний Сенат Української Держави.
Існування Колегії Верховних Правителів регламентував «Тимчасовий Закон про Верховне Управління Державою на випадок смерти, тяжкої хвороби і перебування по-за межами держави Ясновельможного Пана Гетьмана всієї України», підписаний Павлом Скоропадським 1 серпня 1918 року.
За час існування Української Держави (29 квітня — 14 грудня 1918) Колегія Верховних Правителів призначалася лише один раз — у вересні 1918 року під час візиту Павла Скоропадського до Німецької імперії.

## Тимчасовий Закон від 31 липня 1918

### Прийняття
У липні 1918 року Гетьман Всієї України Павло Скоропадський доручив державному секретареві Української Держави Сергієві Завадському розробити закон, що регулював би керівництво Українською Державою на випадки смерти, тяжкої хвороби або перебування за межами держави гетьмана. Питання розробки подібного закону пов'язано з утворенням нового органу державної влади — Державного Сенату.
31 липня 1918 року Рада Міністрів Української Держави затвердила документ під назвою «Тимчасовий Закон про Верховне Управління Державою на випадок смерти, тяжкої хвороби і перебування по-за межами держави Ясновельможного Пана Гетьмана всієї України».
1 серпня 1918 року Тимчасовий Закон був підписаний Павлом Скоропадським.

### Положення
Колегія Верховних Правителів здійснює управління Українською Державою у випадку тяжкої хвороби, смерти або перебування за межами держави гетьмана України.
Гетьман України заздалегідь пише грамоту в трьох примірниках (по один віддається на зберігання Державному Сенатові, голові Ради Міністрів та до Софійського собору), у якій призначає свого Верховного Правителя та його заступника, що повинен виконувати його обов'язки у його випадку смерти, тяжкої хвороби або складання повноважень. Двох інших Верховних Правителів призначають Рада Міністрів та Державний Сенат.
У момент, коли гетьман помер або не може виконувати свої обов'язки через тяжку хворобу, члени Державного Сенату повинні відкрити конверти з грамотою пана Гетьмана, у якій зазначено імена Верховного Правителя, призначеного Гетьманом, та його заступника. Після цього Державний Сенат та Рада Міністрів повинні призначити своїх Верховних Правителів. Момент, коли гетьман не може виконувати свої обов'язки через тяжку хворобу, визначається ним самим або Радою Міністрів разом з Державним Сенатом.
У випадку виїзду гетьмана за межі держави він повинен написати окрему грамоту, у якій призначає свого Верховного Правителя.
Головою Колегії Верховних Правителів є особа, призначена гетьманом.
Про склад Колегії окремим оповіщенням повідомляє Державний Сенат. Проте Колегія вступає до управління до публікації такого повідомлення.
У випадку смерти, хвороби або складання повноважень Верховного Правителя, призначеного гетьманом, його обов'язки виконує заздалегідь призначений гетьманом заступник. У випадку смерти, хвороби або складання повноважень іншим Верховним Правителем новий правитель обирається тим органом, який призначив попереднього.
Колегія Верховних Правителів користується всіма правами та виконує всі обов'язки гетьмана України. Проте до її повноважень не входить внесення змін до законів, викладених у Грамоті до всього українського народу від 29 квітня 1918 року. Всі рішення Колегії приймаються більшістю голосів.

## Грамота Павла Скоропадського від 3 серпня 1918

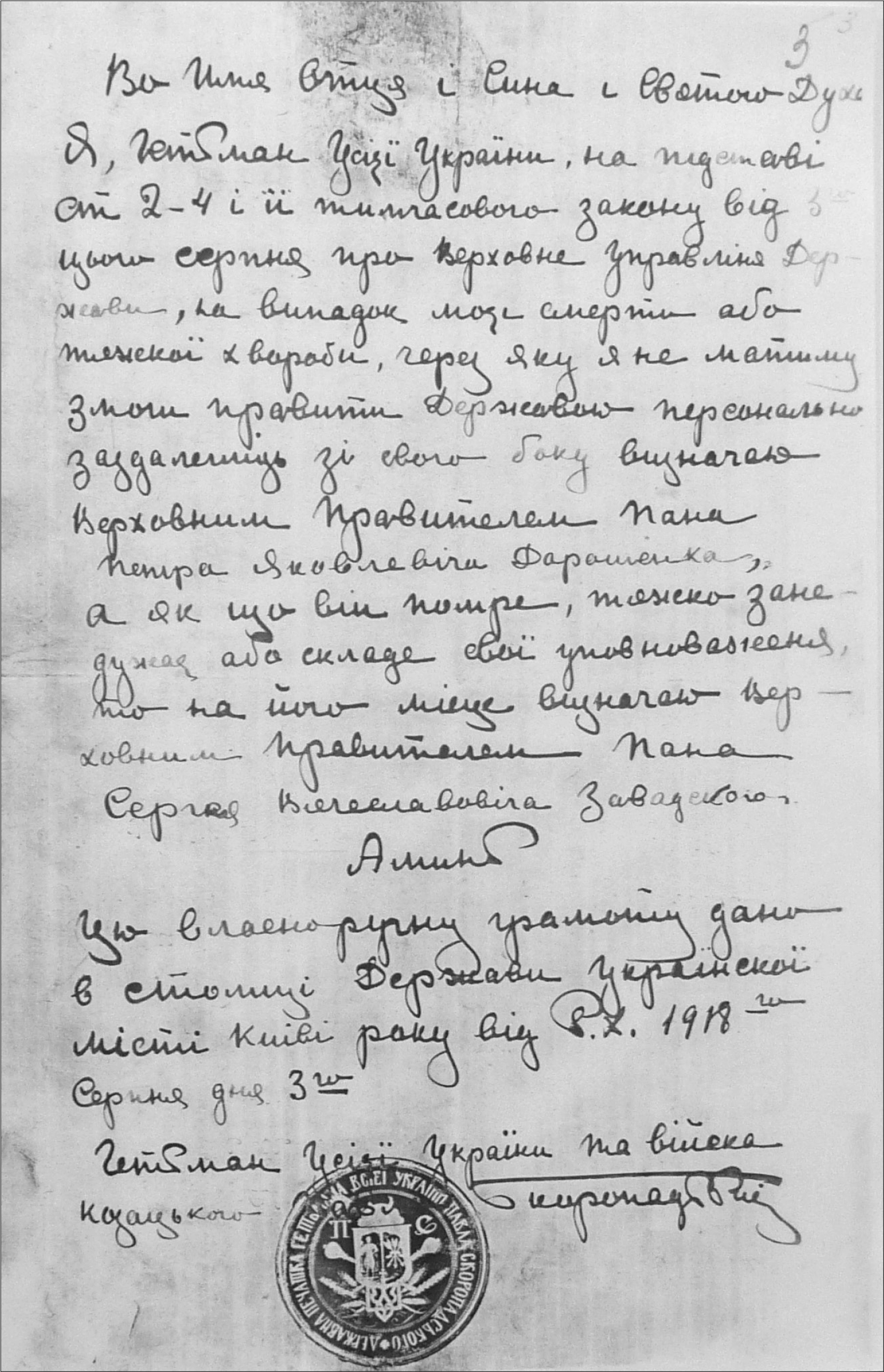
Грамота Гетьмана Всієї України Павла Скоропадського від 3 серпня 1918 року

У зв'язку з прийняттям Тимчасового Закону та відповідно до статті 4 цього Закону гетьман повинен був скласти грамоту, в якій визначити особу, яка буде Верховним Правителем від його імені, та особу, яка буде заступником гетьманського Верховного Правителя у випадку смерти, тяжкої хвороби або складання повноважень останнього.
Така грамота була видана Павлом Скоропадським 3 серпня 1918 року. Її поява була безпосереднім наслідком ухвалення Тимчасового Закону та мала на меті введення його у дію.
Відповідно до грамоти, гетьман на випадок своєї смерти чи тяжкої хвороби своїм Верховним Правителем призначив Петра Дорошенка, а його заступником — державного секретаря Сергія Завадського.

## Колегія Верховних Правителів у вересні 1918

### Створення
Для вирішення певних політичних та військових питань у відносинах з Німецькою імперією кайзер Вільгельм II запросив Гетьмана Павла Скоропадського особисто приїхати до Німеччини з державним візитом. У зв'язку з цим виникла потреба організувати управління державою на час перебування Гетьмана з візитом у Німеччині.
3 вересня 1918 року Павло Скоропадський підписав відручний лист, яким призначив свого представника до Колегії Верховних Правителів та доручив Раді Міністрів та Державному Сенатові призначити своїх представників до Колегії.
Державний Сенат призначив свого представника відповідно до Постанови від 6 вересня того ж року.

### Склад
| Ім'я             | Світлина       | Посада                                                                | Делегований від                       | Примітки       |
| Голова Колегії   | Голова Колегії | Голова Колегії                                                        | Голова Колегії                        | Голова Колегії |
| ---------------- | -------------- | --------------------------------------------------------------------- | ------------------------------------- | -------------- |
| Федір Лизогуб    |                | Голова Ради Міністрів Української Держави                             | Пана Гетьмана Всієї України           | [ 20 ]         |
| Члени Колегії    |                |                                                                       |                                       |                |
| Олександр Рогоза |                | Генеральний бунчужний, військовий міністр Української Держави         | Ради Міністрів Української Держави    | [ 20 ]         |
| Дмитро Носенко   |                | Сенатор, голова Адміністраційного Генерального суду Державного Сенату | Державного Сенату Української Держави | [ 20 ] [ 21 ]  |

### Діяльність
6 вересня 1918 року в офіційному друкованому органі Ради Міністрів Української Держави — газеті «Державний вістник» — було опубліковано оповіщення Колегії Верховних Правителів про вступ в управління державою:

| Колегія Верховних правителів держави. Оповіщає до загального відома, що вона, згідно зі ст. 9 закону 1 серпня 1918 р. про Верховне управління державою на випадок смерті, тяжкої хвороби і перебування поза межами держави Ясновельможного пана Гетьмана всієї України, з цього вересня вступила в правління державою. Голова Колегії, сенатор Ф. Лизогуб |
| — "Державний вістник", № 44, 6 вересня 1918 |

За час свого правління Колегія Верховних Правителів видала накази № 205—223, користуючись правами та виконуючи обов'язки Пана Гетьмана Всієї України.